# TAP (Zeitschrift)
TAP – The Youth International Party Line (YIPL) ist ein amerikanisches Untergrund-Magazin, das seit Juni 1971 Leser mit Informationen zu Phreaking, Hacken, DFÜ, Mailboxen sowie technischen Umbauten an den Telefonanlagen und anderen teilweise illegalen Themen versorgte.
Die TAP dürfte die älteste Hackerzeitung sein und erschien bis 1984. Sie war Vorbild für eine ganze Reihe weiterer Hackzeitschriften wie dem Phrack, dem Magazin 2600: The Hacker Quarterly und der deutschsprachigen Datenschleuder.

## Andere Hacking-Magazine
- 2600: The Hacker Quarterly
- Phrack
- Bayrische Hackerpost (1984 bis 1987)
- Die Datenschleuder
- Hack-Tic
- hakin9